# Еуфразијева базилика
Еуфразијева базилика у Поречу је један од сачуваних споменика рановизантијске умјетности на Медитерану. Настала је у 6. веку, у вријеме бискупа Еуфразија и цара Јустинијана Првог, а налази се у бискупском комплексу. 1997. УНЕСКО ју је уврстио у свјетску културну баштину.
Комплекс Еуфразијеве базилике (Еуфразијане) чине грађевине: Еуфразијева базилика, Жупна црква, Сакристија, Крстионица и звоник, Мауров ораториј, као и оближњи бискупски двор, за који је најновијим истраживањима утврђено да припада истом византијском периоду као и базилика. У њему је однедавна смјештена сакрална збирка Поречко-пулске бискупије. Уз презентацију археолошких остатака, у првом реду мозаика датираних већ у 3. вијек, у комплексу се могу видјети вриједни сакрални спомјеници и умјетнички предмети старохришћанског, рановизантијског и средњовјековног периода.
Базилика, заправо катедрала Узнесења Маријина, почела се градити 553. на темељима раније тробродне базилике. До данас је доживјела низ промјена, па на изворном здању из ранохришћанског периода стоји трећа црква у готичком стилу. Иако су саму зграду оштетили земљотреси, ратови и пожари, аутентични подни мозаици из 5. вијека остали су сачувани и репрезентативан су примјерак ранохришћанског сликарства. Приказ Христа, те ликови мученика и мученица, као и фасцинантна композиција Богородице на пријестолу задивљују израдом филигранске финоће. Најстарији фрагменти мозика датирају из 3. вијека.
Бљештави мозаици, којима су осликани унутрашњост и прочеље цркве, иду у ред најљепших сачуваних дјела византијске умјетности. Мозаицима су изнад апсиде представљени апостоли с Исусом, у централном дијелу тадашњи бискуп Еуфразије с макетом базилике, анђели чувари, Дјева Марија с Исусом у крилу, домаћи свеци мученици, посебно свети Мауро – први бискуп, потом мученик и заштитник града Пореча и цијеле истарске бискупије. Уз сам руб славолука поређани су полукружно „медаљони“ с ликовима мученица. Два главна мозаична приказа представљају Благовести и Визитацију. Тробродну катедралу носе два реда витких мраморних ступова с раскошним капителима. 